# ژرژ گائوتشچی
ژرژ گائوتشچی (انگلیسی: Georges Gautschi؛ ۶ آوریل ۱۹۰۴ – ۱۲ فوریهٔ ۱۹۸۵) اسکیت‌باز نمایشی اهل سوئیس بود.